# NGC 6011
NGC 6011 est une vaste galaxie spirale située dans la constellation de la Petite Ourse. Sa vitesse par rapport au fond diffus cosmologique est de 7 475 ± 9 km/s, ce qui correspond à une distance de Hubble de 110,3 ± 7,7 Mpc (∼360 millions d'al). NGC 6015 a été découverte par l'astronome germano-britannique William Herschel en 1785.
La classe de luminosité de NGC 6011 est II.